# لوسیانو پیکه
لوسیانو پیکه (انگلیسی: Luciano Piquè؛ ۱۰ ژوئن ۱۹۳۵ – ۲ نوامبر ۲۰۲۱) بازیکن فوتبال اهل ایتالیا بود.
از باشگاه‌هایی که در آن بازی کرده‌است می‌توان به باشگاه فوتبال پادوا، باشگاه فوتبال اودینزه، باشگاه فوتبال جنوآ، و باشگاه فوتبال ویرتوس انتلا اشاره کرد.